# Misumenoides tibialis
Misumenoides tibialis là một loài nhện trong họ Thomisidae.
Loài này thuộc chi Misumenoides. Misumenoides tibialis được Octavius Pickard-Cambridge miêu tả năm 1891.